# BYO Split Series, Vol. 3
BYO Split Series, Vol. 3 è uno split dei gruppi statunitensi punk rock Rancid e NOFX. Venne pubblicato il 5 marzo 2002 dall'etichetta BYO Records, ed è il terzo volume della serie BYO Split Series.
Il cd venne distribuito con due differenti copertine, una verde ed una arancione.

## Tracce
- Canzoni eseguite dai NOFX, originariamente dei Rancid

1. I'm the One - 1:50
2. Olympia, WA - 2:58
3. Tenderloin - 1:24
4. Antennas - 1:19
5. Corazon de Oro - 3:09
6. Radio - 2:51

- Canzoni eseguite dai Rancid, originariamente dei NOFX

1. The Moron Brothers - 1:54
2. Stickin' in My Eye - 1:49
3. Bob - 2:01
4. Don't Call Me White - 2:45
5. Brews - 2:06
6. Vanilla Sex - 2:28